# 香港互聯網協會

香港互聯網協會標誌

香港互聯網協會或互聯網協會（香港分會）（Internet Society Hong Kong Chapter，簡稱ISOC HK），會員大約1800人。於2005年11月加入國際互聯網協會（ISOC），成為其分會之一，與另外100個機構、180個國家超過20,000個人會員組成一個國際性的聯盟。

## 宗旨
透過政策研究、用戶教育，和參與國際互聯網發展和管治，發揮香港在區內的影響力，鞏固香港作為互聯網樞紐的地位，和保障香港互聯網用戶的權益。
香港互聯網協會亦致力推廣開放、自由和安全的互聯網；就互聯網議題發聲， 包括維護網上言論自由、反對網絡審查和監察、保護用戶私隱與安全、促進多方持份者參與 （页面存档备份，存于）等。

## 現任董事會成員
- Charles Mok  莫乃光 - 創會會長
- Ben Cheng 鄭斌彬 - 主席
- Charles Low 羅浩林 - 副主席
- Jacky Ng 伍于祺 - 司庫
- Sang Young 楊和生 - 文書
- SC Leung 梁兆昌
- Edmon Chung 鍾宏安
- Chester Soong 宋德嘉
- Edwin Chu 朱家昌
- May Yeung 楊婉翔

## 近年活動

### 香港網絡管治論壇 Hong Kong Internet Governance Forum（HKIGF）（页面存档备份，存于）
香港互聯網協會和立法會議員莫乃光（資訊科技界）辦公室合辦香港網絡管治論壇 （页面存档备份，存于），為多方持份者提供一個對話平台，提出對互聯網治理相關議題的意見，促進不同觀點的交流，並且鼓勵香港公民參與互聯網管治的政策討論和制定。

#### 第三次香港互聯網管治論壇（页面存档备份，存于）
議題：科技罪行法例改革: 何去何從?
日期：2019年7月24日
講者:  法政匯思石書銘大律師、香港互聯網供應商協會主席葉旭暉、香港互聯網協會董事會成員及網絡安全專家宋德嘉、立法會議員莫乃光（資訊科技界）

#### 第二次香港互聯網管治論壇（页面存档备份，存于）
議題：The Future of Artificial Intelligence and Ethics in Hong Kong  
日期：2019年4月20日
講者:  香港中文大學法律學院助理教授Dr. Angela Daly、Playnote創辦人Mr. Eric Yung、Mr. Fred Sheu (National Technology Officer, Microsoft HK)、Dr. Samson Tai (IBM Distinguished Engineer and the Chief Technology Officer of IBM Hong Kong)、香港互聯網協會董事會成員、立法會議員莫乃光（資訊科技界）

#### 第一次香港互聯網管治論壇（页面存档备份，存于）
議題：How should Hong Kong's privacy laws be reformed?  
日期：2018年7月3日
講者:  香港中文大學新聞與傳播學院助理教授徐洛文博士、法政匯思法政匯思前召集人蔡騏、香港互聯網協會董事會成員鍾宏安、文化及媒體教育基金董事會成員梁啟智、Blocksquare Limited CEO 朱家昌、Mr. Kam-Sze Yeung（Principal Network Architect of Akamai）、立法會議員莫乃光（資訊科技界）

### 網絡安全培訓

#### SECURITY BOOTCAMP 2019（页面存档备份，存于）
2019年9月14、15日
與香港理工大學電子及資訊工程學系合辦，推廣網絡安全意識和教授駭客技巧，及介紹資訊科技保安行業。

#### IOT SECURITY AND PRIVACY HACKATHON（页面存档备份，存于）
2018年12月11日
向公眾介紹物聯網的隱私與安全議題，及教授相關技術。

## 外部連結
- 香港互聯網協會 （页面存档备份，存于）
- 國際互聯網協會 （页面存档备份，存于）